# Il maggiore Payne
Il maggiore Payne (Major Payne) è un film del 1995 diretto da Nick Castle e interpretato da Damon Wayans; è ispirato al film del 1955 La guerra privata del maggiore Benson con Charlton Heston.

## Trama
Benson Winifred Payne è un maggiore del Corpo dei Marines che nella sua ultima missione, in America Latina, sventa i piani di un gruppo di spacciatori, guadagnandosi molte onorificenze. In seguito, però, gli viene comunicato che i Marines non hanno più bisogno di lui e inizia così una vita da civile disoccupato (tenterà di diventare ufficiale di polizia, ma data la sua natura violenta viene considerato non idoneo al mestiere).
Successivamente viene però chiamato in una scuola militare per addestrare un gruppo di allievi in vista dei giochi militari della Virginia. Il gruppo di allievi non vede però di buon occhio Payne e i suoi metodi di addestramento rigidi e ferrei, in special modo Alex Stone il più grande del gruppo, che gli organizza sempre un mucchio di scherzi per cercare di farlo andar via (come mettergli il lassativo in un dolcetto, fotografarlo nel letto con Heathcoat vestito da donna o chiamare un motociclista per cercare di picchiarlo), tutti però andati a vuoto. Ma il più piccolo del gruppo, Tiger, prova invece simpatia per lui e gli è affezionato, nonostante Payne non voglia comprenderlo. Poiché il gruppo non intende impegnarsi in vista dei giochi militari, Payne gli consiglia di provare a rubare il trofeo della scuola militare avversaria, ma nel tentativo il gruppo verrà scoperto e punito a botte.
Dopo la batosta, il gruppo decide di impegnarsi in vista dei giochi e cominciano anche a provare ammirazione per Payne, compreso Alex, che diventa anche capo della squadra. Persino Payne comincia ad affezionarsi al gruppo, soprattutto a Tiger. Ma proprio a pochi giorni dalla competizione, Payne viene richiamato dai Marines per una missione in Bosnia e decide così di partire. Il gruppo arriva così ai giochi demoralizzato, ma Alex li sprona comunque a mettercela tutta. Nel frattempo Payne decide di non andare più in Bosnia e ritorna alla scuola giusto in tempo per vedere i suoi ragazzi vincere i giochi. Alla fine del film viene mostrato Payne con un nuovo gruppo di allievi e Alex e Tiger (forse adottato da Payne) diventati suoi aiutanti. Dando un'occhiata agli allievi, vede un ragazzo cieco che richiama il suo cane, e gli chiede a cosa gli serva. Il cadetto gli risponde subito e con arroganza che si tratta del suo cane guida (un cieco in una scuola militare? Lo stanno prendendo in giro?) e il cane gli abbaia contro. Così Payne decide che i due hanno bisogno di una "raddrizzatina d'emergenza" e rade così a zero il ragazzo e anche il cane!